# Pfarrkirchen im Mühlkreis
Pfarrkirchen im Mühlkreis – gmina w Austrii, w kraju związkowym Górna Austria, w powiecie Rohrbach. Liczy 1476 mieszkańców (1 stycznia 2015).